# Two Sides/Boundaries Are Open
Two Sides/Boundaries Are Open – singel grupy After Forever wydany w 2006 roku. Singel jest wzięty z albumu kompilacyjnego Mea Culpa, jednak oryginalna wersja utworu Two Sides znajduje się na albumie Invisible Circles, a Boundaries Are Open na Remagine.

## Lista utworów
1. "Two Sides (Single Version)" - 3:15
2. "Boundaries Are Open (Single Version)" - 3:29
3. "Being Everyone (Live Acoustic)" - 3:31
4. "Two Sides (Alternate Version)" - 3:16

## Twórcy
- Floor Jansen - wokal
- Sander Gommans - gitara, wokal
- Bas Maas - gitara
- Luuk van Gerven - gitara basowa
- Joost van den Broek - keyboard
- Andre Borgman - perkusja